# Anthony Dablé-Wolf
Anthony Dablé-Wolf (Grenoble, 25 settembre 1988) è un giocatore di football americano francese che gioca nel ruolo di wide receiver, attualmente free agent.
Dopo aver giocato per la squadra giovanile e la prima squadra dei Centaures de Grenoble è passato alle squadre tedesche dei Lübeck Cougars, dei Berlin Rebels e dei New Yorker Lions; successivamente selezionato dai New York Giants nell'ambito dell'International Player Pathway Program nel 2016, l'anno successivo è passato agli Atlanta Falcons, per poi tornare in Germania prima per una seconda volta ai Lions, poi agli Hildesheim Invaders; ha successivamente firmato con la squadra professionistica tedesca dei Leipzig Kings. Nel 2022 è passato agli Allgäu Comets per poi tornare ai Kings. Dal 2023 è senza squadra.

## Palmarès
- 2 BIG6 European Football League (2015, 2018)
- 2 German Bowl (2014, 2015)